# O Dzsonghi
O Dzsonghi (hangul: 오정희, handzsa: 吳貞姬, RR: O Jeong-hui; Szöul, 1947. november 9. –) dél-koreai író.

## Életpályája
Elsősorban novellákat ír. Témaválasztásával és eszközeivel is kitűnik kortársai közül. Írásaiban az elhagyottságot és a magányosságot tárja fel, sajátosan koreai környezetben, de mindig felmutatva az egyetemes emberit is.
Felsőfokú tanulmányait a szöuli Sorabol Art College-on végezte, ahol kreatív írást tanult, és 1968-ban diplomát szerzett. Az irodalmi életben a diplomaszerzése évében debütált, a még középiskolás korában írt Vangudzsom join (완구점 여인; „Játékbolti nő”, Wangujeom yeoin) című művével, amellyel elnyerte a kezdő írók részére alapított Csungang Ilbo (Jungang Ilbo) irodalmi díjat. Fordítója, Bruce Fulton, írásait Virginia Woolf, Alice Munroe, és Joyce Carol Oates műveihez hasonlítja.
Hazájában nagyra értékelik munkásságát: 1979-ben az Csonjogi geim (저녁의 게임, „Esti játék”, Jeonyeog-ui geim) című novellájáért megkapta az I Szang (Yi Sang)-díjat. Három évvel később, 1982-ben pedig a Tonggjong (동경, „Bronztükör”, Donggyeong) című novelláját a Tongin (Dongin)-díjjal jutalmazták, így bekerült azon maroknyi szerző közé, akiket a Koreai Köztársaság két legrangosabb irodalmi díjával egyaránt kitüntettek. Később a Sze (새, „Madarak”, Sae) című regénye a nemzetközi sikert is meghozta számára: 2003-ban neki ítélték a harmadik világ íróinak megismertetése érdekében, Németországban alapított LiBeratur díjat. Ő az első koreai író, akit nemzetközi irodalmi díjjal tüntettek ki.

## Magyarul
- Esti játék. 3 novella; ford. Pásztor Gergely; Pásztor Gergely, Bp., 2017